# فرنسيسكو فيريرا دراموند
فرنسيسكو فيريرا دراموند (بالبرتغالية: Francisco Ferreira Drummond‏) هو مؤرخ برتغالي، ولد في 21 يناير 1796 في آنغرا دو هروئيسمو في البرتغال، وتوفي في 9 نوفمبر 1858.